# Volvo FH
Volvo FH — семейство крупнотоннажных грузовых автомобилей, выпускаемых компанией Volvo Trucks с 1993 года вместо Volvo F10/F12.

## История семейства
В 1993 году дебютировало первое поколение Volvo FH, на разработку которого было потрачено 7 млрд шведских крон. На автомобилях Volvo FH12 устанавливался 6-цилиндровый 24-клапанный дизель «D12A». Volvo FH16 оснащён двигателем «D16A», с рядными ТНВД, электронным управлением на каждом цилиндре и компрессионным тормозом-замедлителем. Кабина грузовика предлагалась в трёх вариантах длины, включая «Globetrotter L2H2» с двумя спальными местами и внутренней высотой 1950 мм.
Двумя годами позднее представили наиболее комфортабельную кабину «Globetrotter XL» с внутренней высотой 2,1 метра.
Шестью годами позднее автомобиль Volvo FH первого поколения был обновлён путём изменения внешнего вида. На него начали устанавливать двигатель «D12C», новую 14-ступенчатую МКПП, бортовой компьютер и дисковые тормоза на всех колёсах. Тремя годами позднее компания Volvo Trucks провела очередную модернизацию кабин и существенное повышение их комфортности.
В 2011 году дебютировал Volvo FH16 Heavy Haulage для перевозки тяжёлых грузов с полной массой автопоезда до 295 тонн. Он оснащается 16-литровым дизельным двигателем и 7-ступенчатой АКПП с гидротрансформатором. Подвеска может быть как рессорная, так и пневматическая.
Через год на выставке в Ганновере было представлено ещё одно поколение модели Volvo FH, оснащённое независимой передней подвеской и сочетающееся с реечным рулевым управлением. Двигатели были унаследованы от предыдущей модели. Грузовик оборудован системами помощи водителю, напоминающими об улучшении безопасности и экономии топлива. В 2016 и 2020 годах модель была значительно модернизирована.

## Галерея

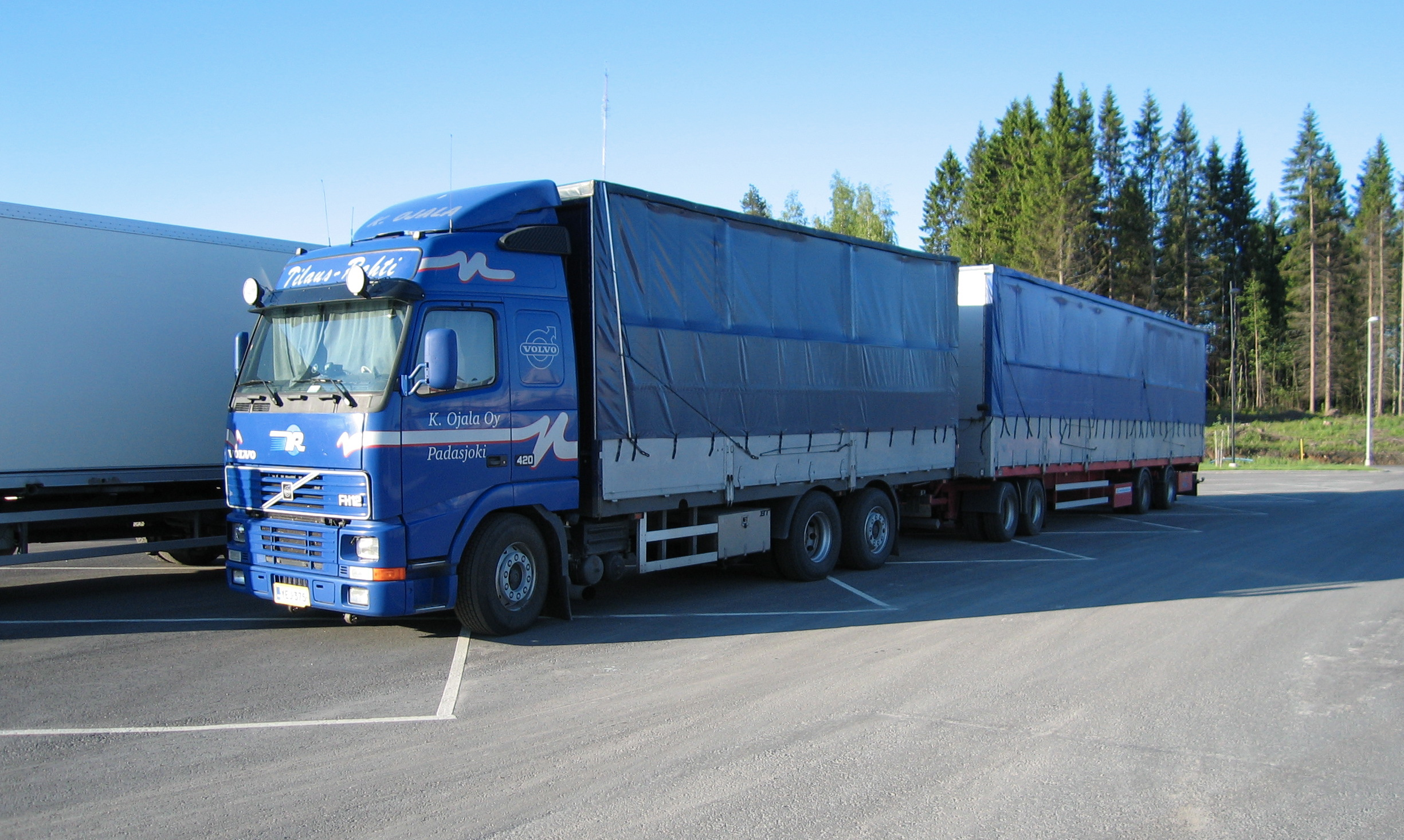
Volvo FH12 - первое поколение VOLVO FH.
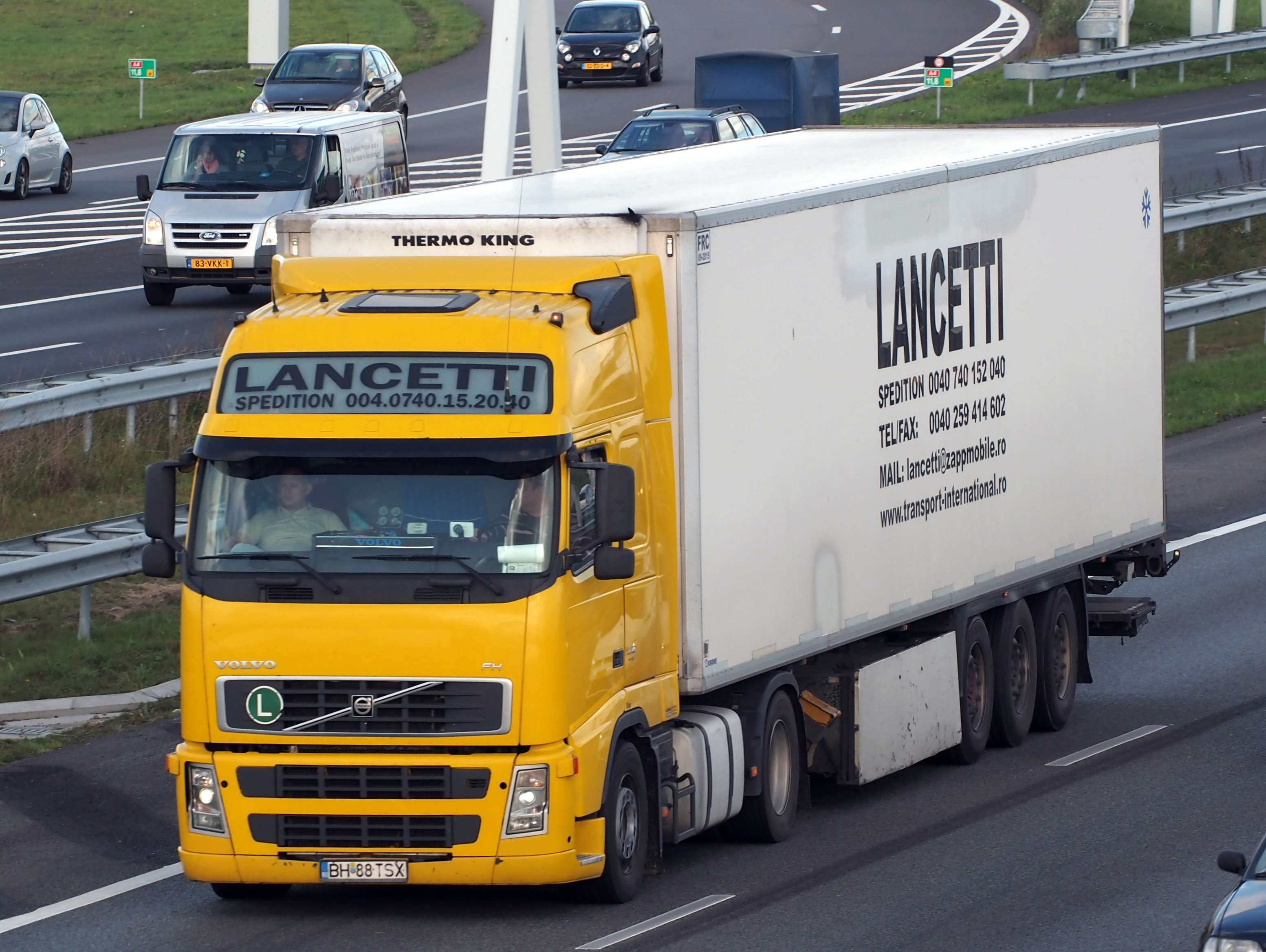
VOLVO FH13 - VOLVO FH второго поколения в составе еврофуры.
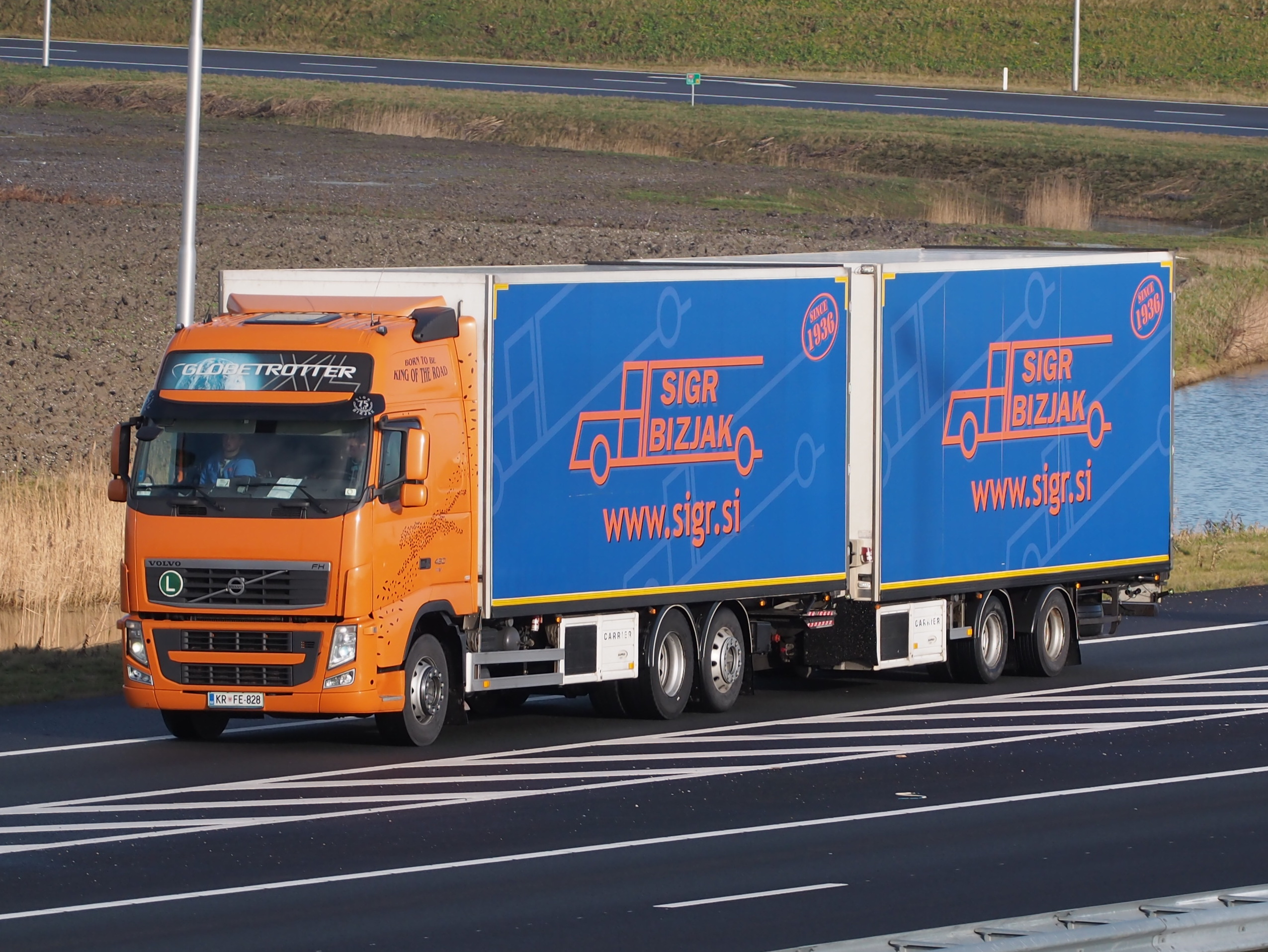
VOLVO FH13 в составе автопоезда.
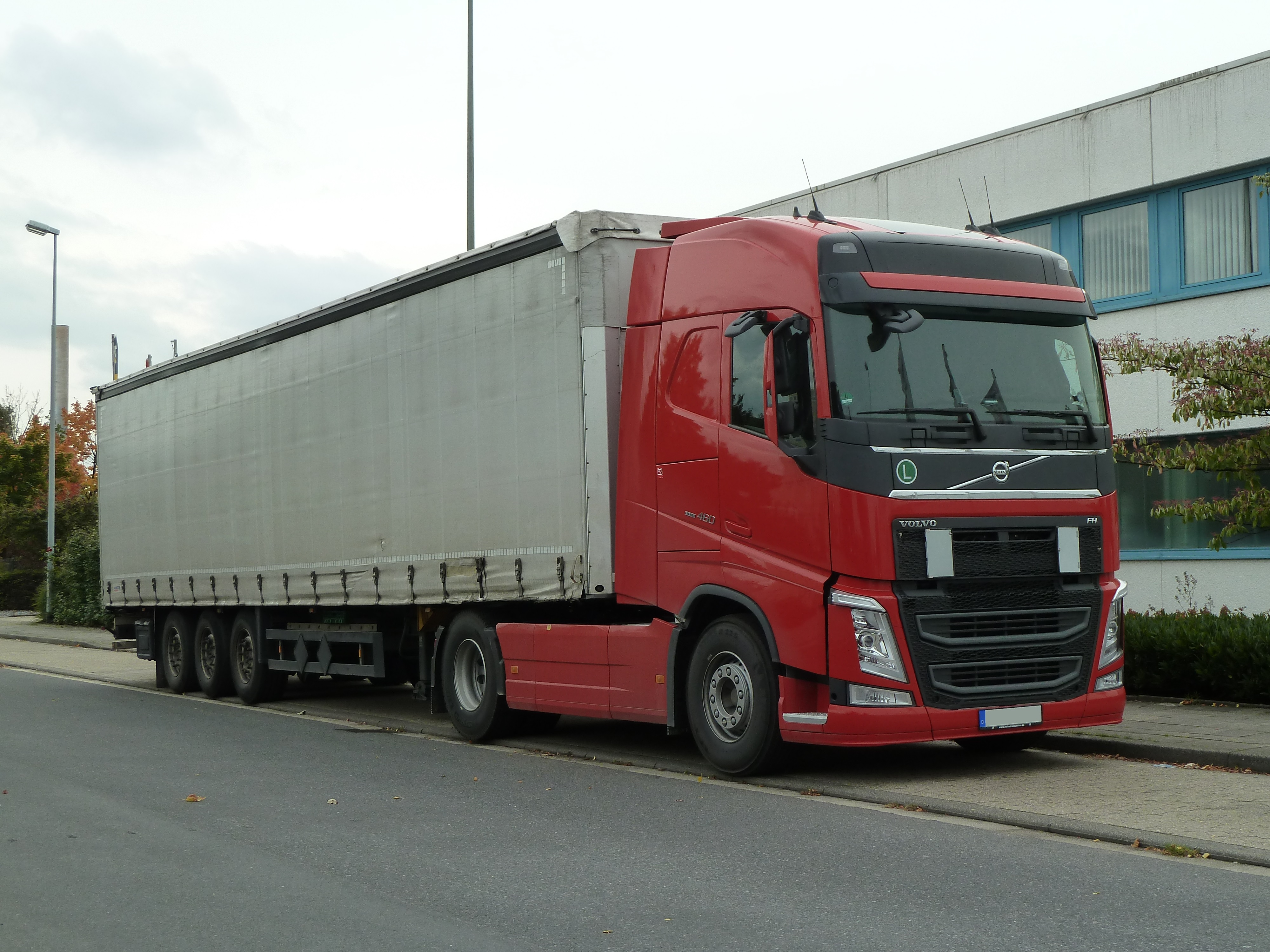
Тягач VOLVO FH16 третьего поколения.
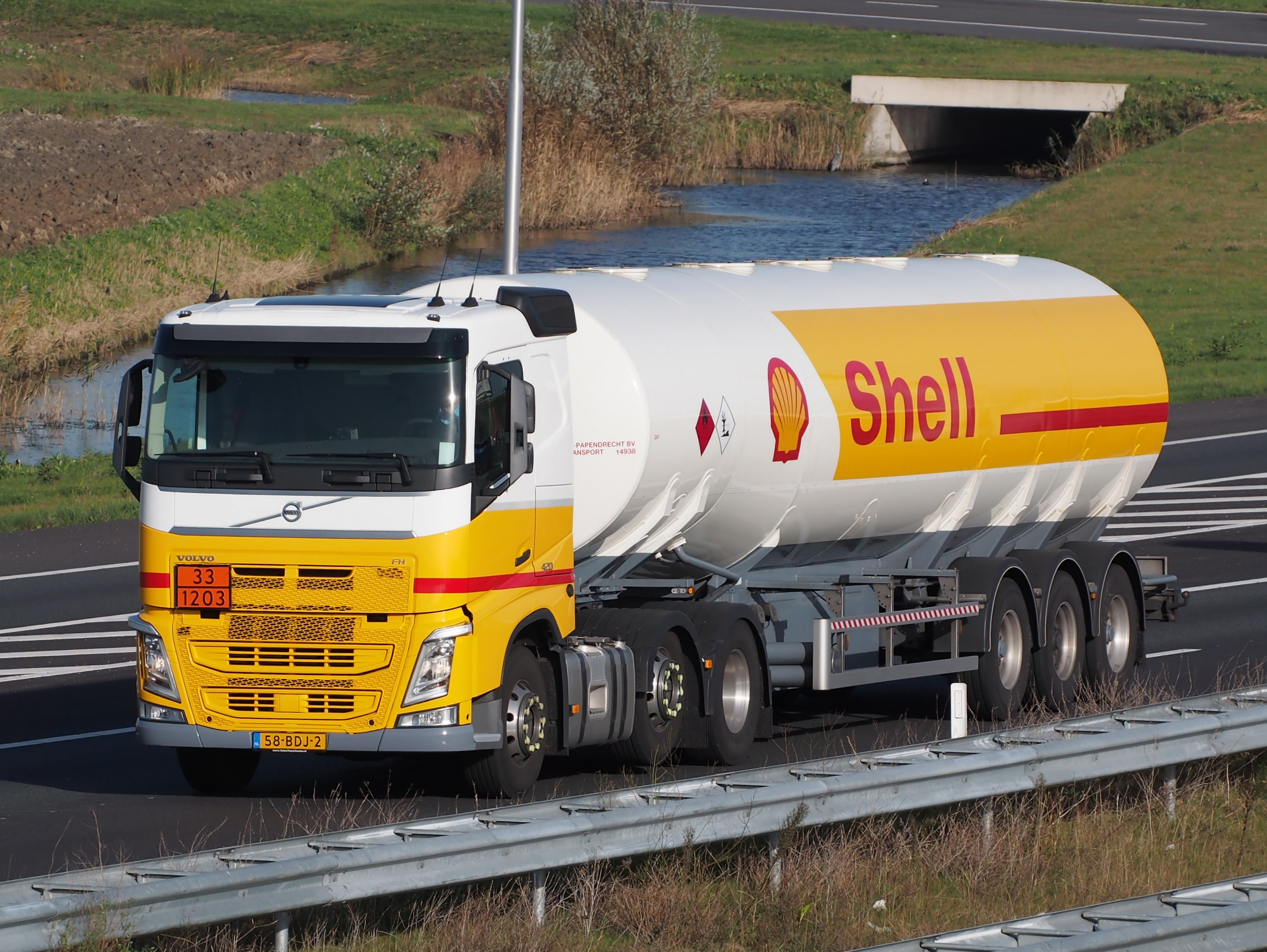
Тягач VOLVO FH с колёсной формулой 6х2.
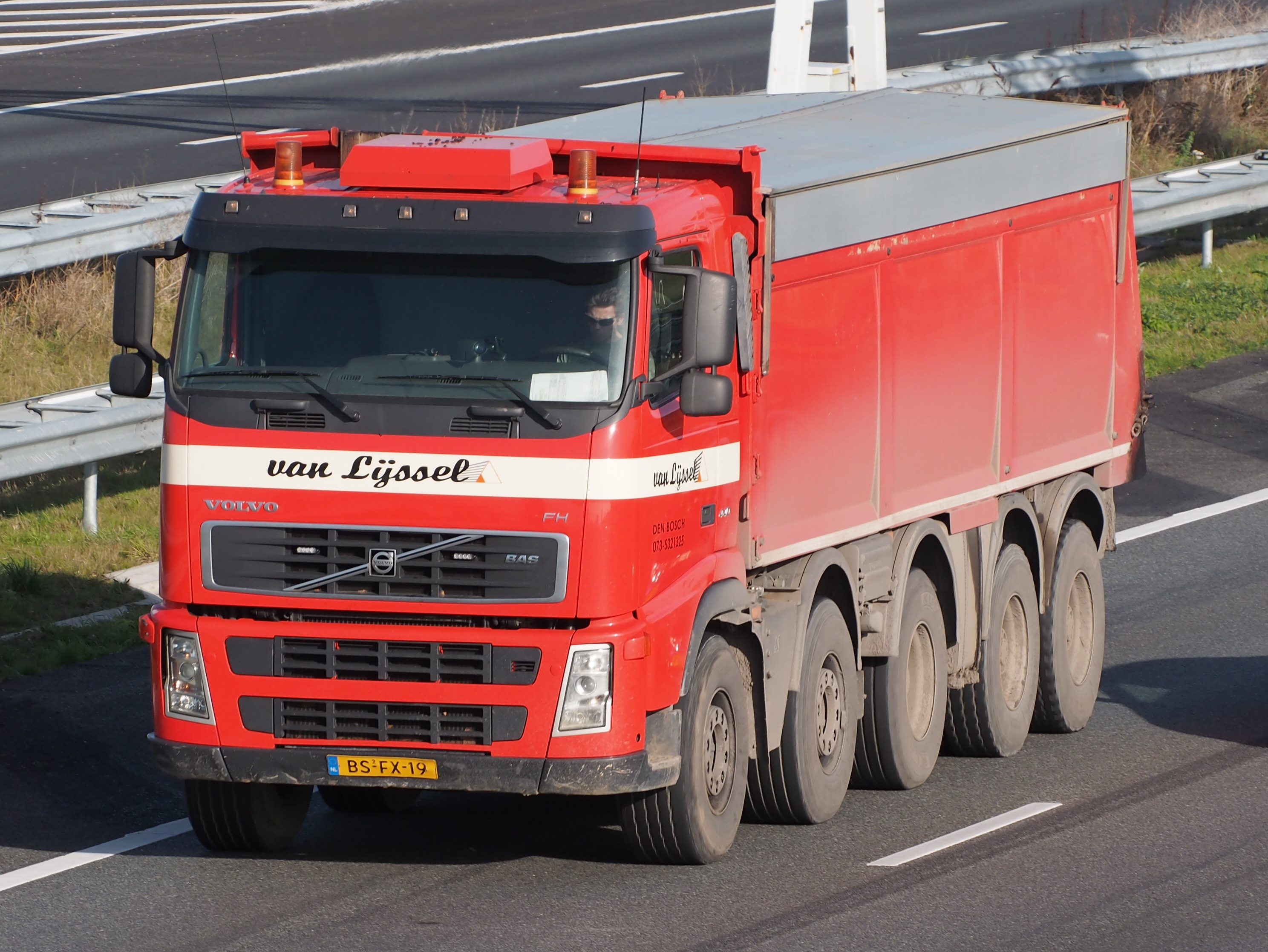
Самосвал VOLVO FH с колёсной формулой 10х6.
- Тягач Volvo FH 500 с низкой крышей.
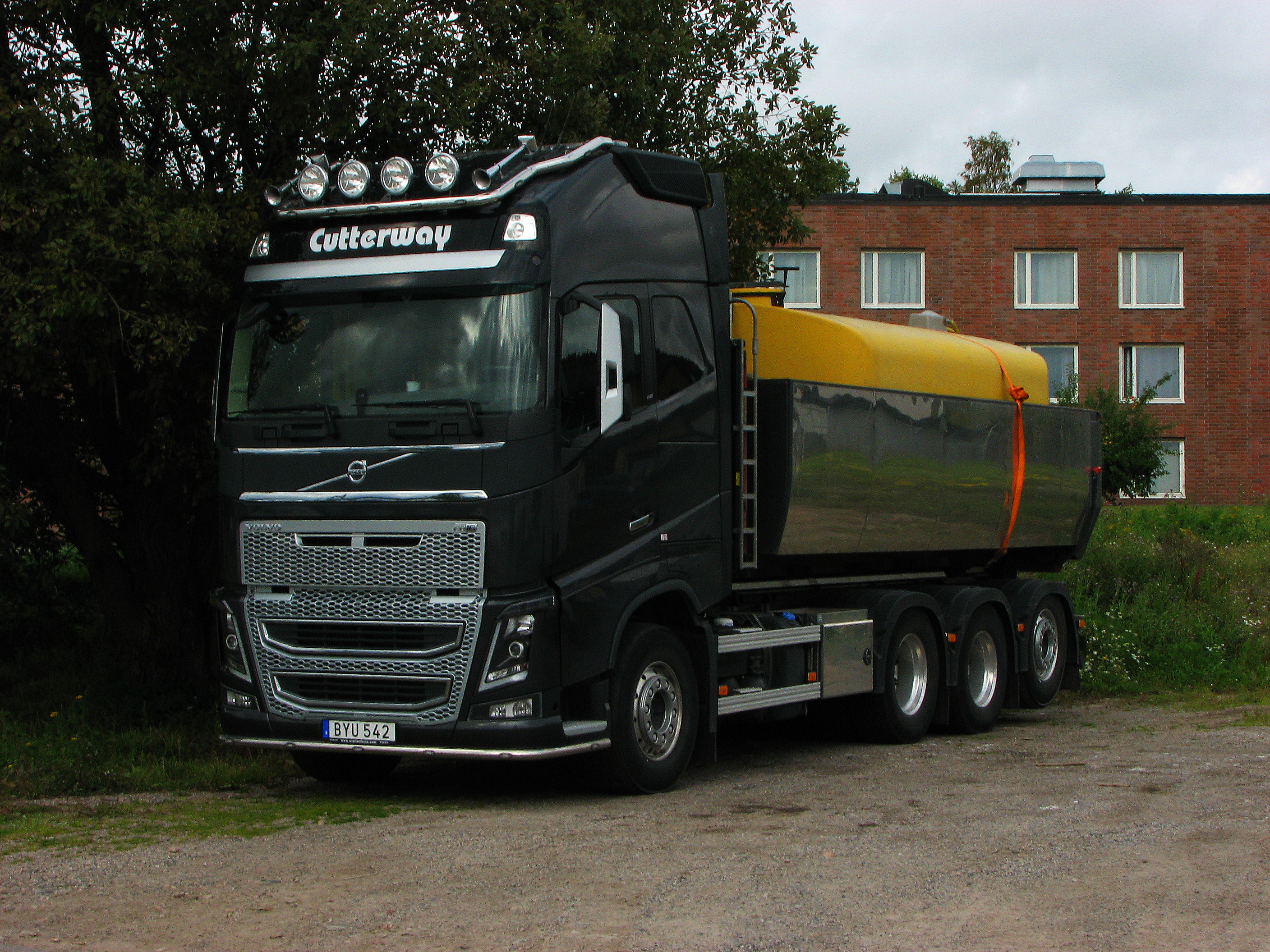
Самосвал VOLVO FH16 с колёсной формулой 8х4/4.
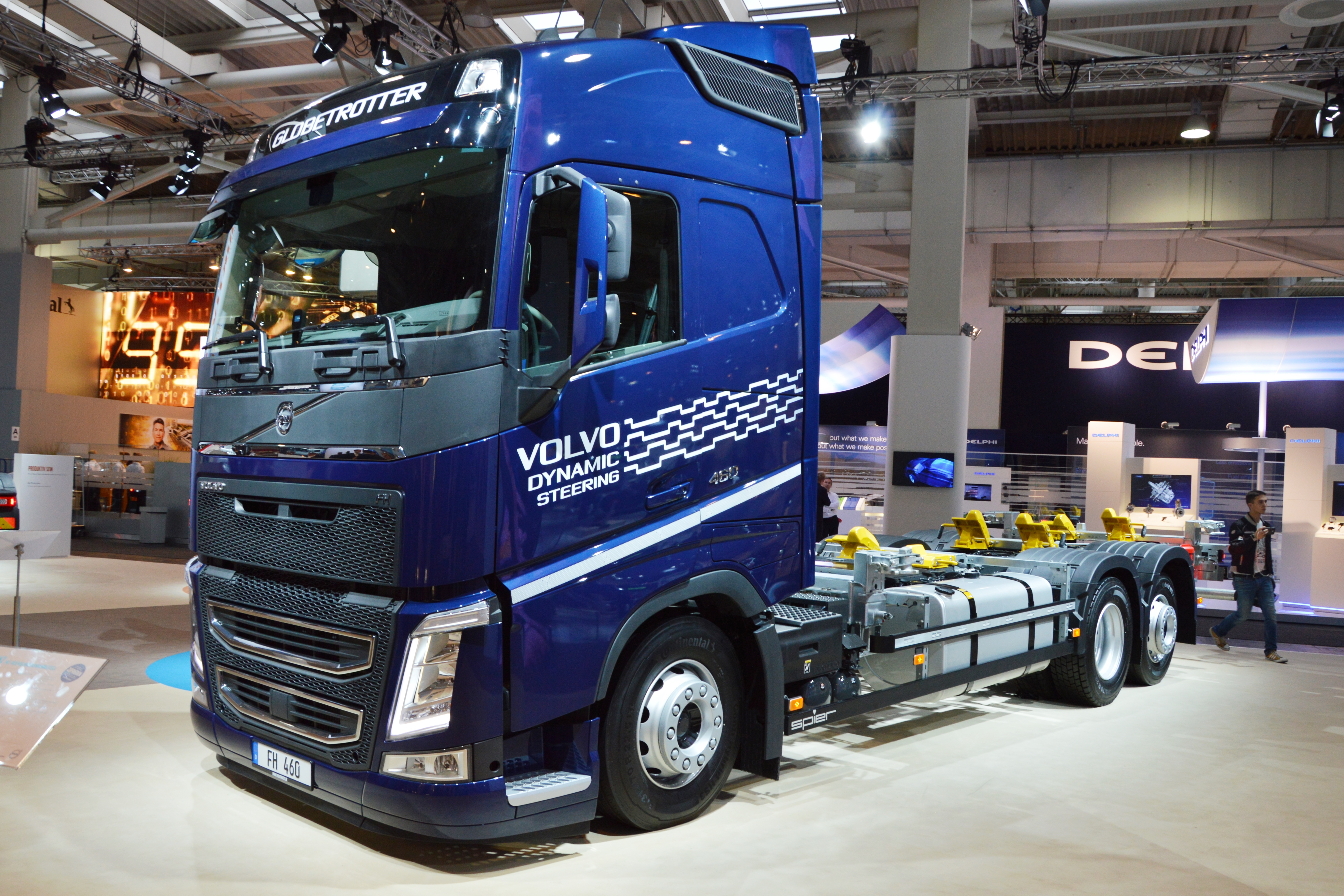
Грузовик со сменным кузовом Volvo FH с колёсной формулой 6x2.
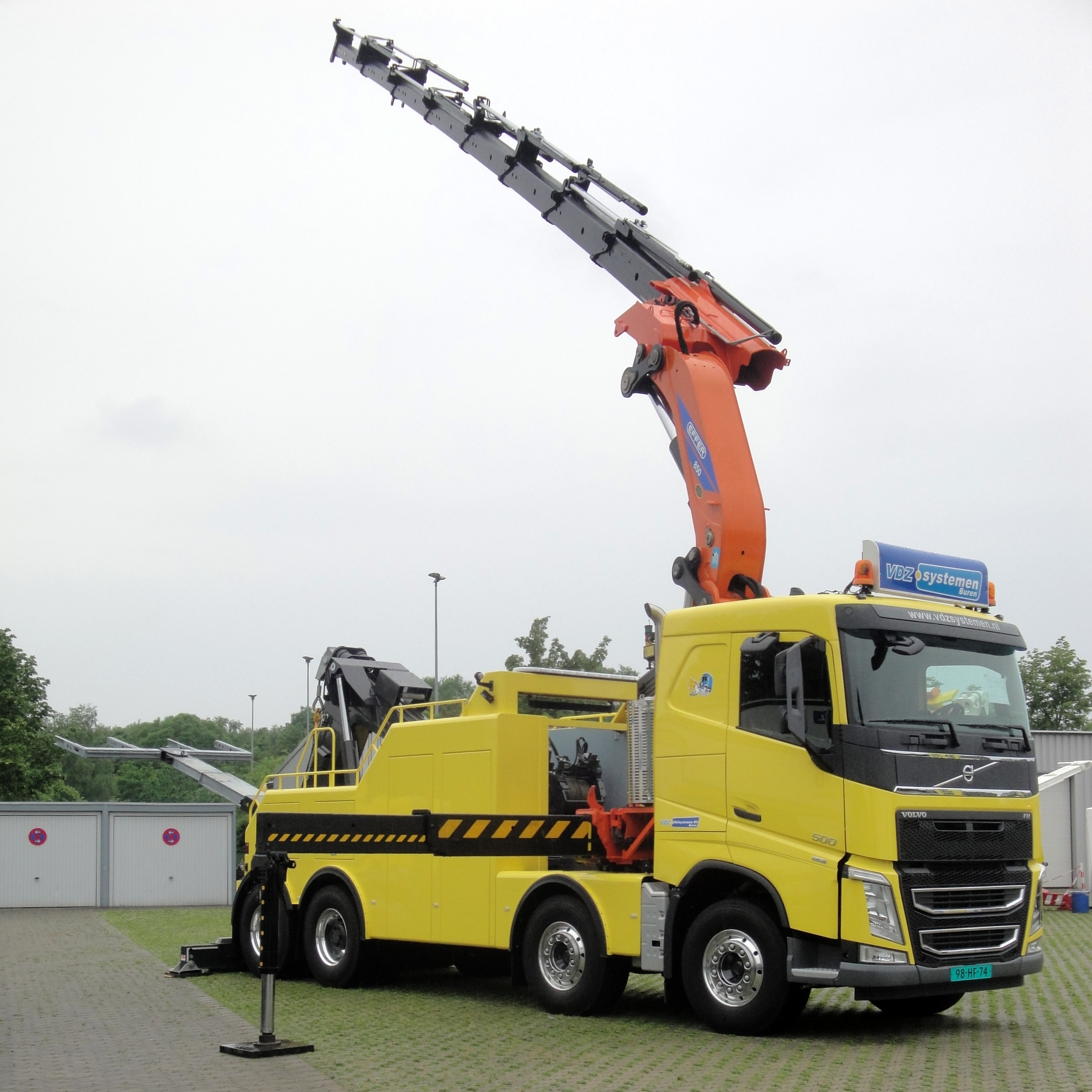
Эвакуатор на базе Volvo FH 500 с колёсной формулой 8х4.